# جواكيم روريز
جواكيم روريز (4 أغسطس 1936 - 27 سبتمبر 2018) كان سياسيًا برازيليًا. كان أول حاكم منتخب للمقاطعة الفيدرالية في عام 1990، وخدم ثلاث فترات منفصلة بين عامي 1991 و2006. وقد شغل هذا المنصب سابقًا كمعين من الحكومة الفيدرالية بين عامي 1988 و1990.